# Merodon batumicus
Merodon batumicus är en tvåvingeart som beskrevs av Paramonov 1926. Merodon batumicus ingår i släktet narcissblomflugor, och familjen blomflugor. Inga underarter finns listade i Catalogue of Life.